# IC 4385
IC 4385 bezeichnet im Index-Katalog viele scheinbar dicht beieinander liegende Sterne im Sternbild Centaurus. Der Katalogeintrag geht auf eine Beobachtung des Astronomen Royal Harwood Frost im Jahr 1904 zurück.